# GP40X型柴油机车
GP40X型柴油机车是美国通用汽车易安迪公司（GM-EMD）在1977年推出的一款实验性电力传动柴油机车，主要目的是作为下一代GP50型柴油机车的技术验证平台，型号尾字母“X”代表着该车型的试验性质（eXperimental）。1977年12月至1978年6月，易安迪公司制造了共23台GP40X型柴油机车，并交付圣塔菲铁路、南太平洋铁路、联合太平洋铁路、南方铁路这四家大型铁路公司试用。在这些铁路公司的协助下，易安迪公司对GP40X型柴油机车进行了全面的性能试验和运用考核。在GP50型柴油机车正式推出市场及投入批量生产之前，其中一台GP40X型柴油机车返厂进行全面解体检查，以查明各部件的损坏、磨损程度或初期故障情况。 
GP40X型柴油机车是3500马力的干线货运用四轴柴油机车，采用单司机室、底架承载结构、双侧外走廊的罩式车体，车体上部自前向后由电气室、司机室、动力室、冷却室四部分组成。机车走行部标准配置为两台布贝格M型二轴转向架，但其中10台机车装用了一种较为特别的HT-B轻型转向架，这种转向架采用人字形橡胶弹簧作为二系悬挂，可以改善机车运行平稳性并减少维护。动力装置为一台16气缸、二冲程、水冷式、涡轮增压的16-645F3型柴油机，该型柴油机是在以往使用的645E型柴油机基础上强化而成，当转速为每分钟950转时的标定功率为3800马力，装车运用功率为3500马力。传动系统采用交—直流电传动，柴油机直接驱动一台AR10X2型交流发电机，发出的交流电通过大功率硅整流装置转换为直流电，然后供给四台D87X型直流牵引电动机。牵引电动机采用轴悬式驱动方式，牵引齿轮传动比为4.13（62：15）。控制电路延续了自易安迪Dash 2系列开始采用的模块化电子控制系统。此外，GP40X型柴油机车也是第一款装有易安迪“超级系列”（Super Series）轮对电子防滑装置的柴油机车，利用多普勒雷达来测量机车实际移动速度，并由相应自动调节供给牵引电动机的电流，使机车在各种运用条件下的粘着系数得到大幅提高。  